# Edward W. Scudder
Edward Wallace Scudder (12 de agosto de 1822 - 3 de fevereiro de 1893) foi um juiz da Suprema Corte de Nova Jersey de 1869 até sua morte.
Ele se formou na Universidade de Princeton em 1841 e depois estudou direito com o Exmo. William L. Dayton. Ele foi admitido como advogado em 1844 e chamado para a Ordem em 1848; Scuuder foi eleito para o Senado de Nova Jersey, onde cumpriu seu mandato de três anos, terminando em 1865, no último ano servindo como presidente.
Ele foi nomeado juiz pelo governador de Nova Jersey Randolph em 1869, pelo governador Bedle em 1876, renomeado pelo governador Ludlow em 1883 e pelo governador Abbett em 1890.
Ele morreu em 3 de fevereiro de 1893 e está enterrado no Cemitério Riverview em Trenton.